# Copa del Generalísimo de fútbol 1957
La Copa del Generalísimo de fútbol 1957 fue la 53.ª edición de la competición de Copa.
El torneo se disputó entre abril y junio de 1957 tras finalizar la temporada de Liga 1956-57 y fue ganado por el Club de Fútbol Barcelona (nombre que recibía en aquella época oficialmente el FC Barcelona), siendo el 13º título de Copa obtenido por el equipo catalán. 

## Equipos participantes
La competición de 1957 tuvo un formato novedoso al contar por primera vez en su historia únicamente con participación de los 16 equipos de la Primera división, siendo este un formato de Copa que solo se repetiría en 1958 y 1969. 

## Desarrollo del torneo
El torneo de Copa de 1957 fue dominado de forma abrumadora por el Barcelona. El equipo catalán contaba en aquella temporada con una delantera demoledora formada por Basora, Kubala, Eulogio Martínez, Suárez y Tejada. Aunque en la Liga solo habían podido quedar terceros, a 5 puntos del Real Madrid, los catalanes se desquitaron en el torneo de Copa. Primero eliminaron al Atlético de Madrid, al que ganaron 2-5 en el Estadio Metropolitano y arrasaron 8-1 en Barcelona. Esa tarde en Las Corts, Eulogio Martínez marcó 7 goles al Atlético. La segunda víctima del Barça fue el Real Madrid. Tras el empate a 2 en el Estadio Santiago Bernabéu, el Barcelona venció en la vuelta por 6-2. Por último en semifinales, la víctima del Barcelona fue la sorprendente Real Sociedad que había eliminado a su vez a Real Zaragoza y Deportivo de la Coruña. Los donostiarras no fueron rivales para el Barça que les endosó diez goles en los dos partidos. En resumen el Barcelona llegó a la final tras vencer en 5 de los 6 encuentros disputados, con 31 goles a favor y 8 en contra.
El otro finalista fue el Real Club Deportivo Español. La competición de los pericos fue menos espectacular que la de los culés, pero quizás más meritoria, ya que se trataba de un equipo de la parte media de la tabla liguera. Los españolistas eliminaron al Athletic Club (4º en Liga), Celta de Vigo (13º) y Valencia CF (11º). A diferencia de los barcelonistas los españolistas superaron sus eliminatoria de forma más ajustada, venciendo a la ida sus partidos de casa (3-0 al Athletic y victorias por la mínima a Celta y Valencia) y logrando amarrar esos resultados en sus visitas a domicilio.

## Resultados
|  | Octavos de final          | Octavos de final        | Octavos de final        |                           |   | Cuartos de final | Cuartos de final | Cuartos de final |  |  | Semifinales    | Semifinales    | Semifinales    |  |  | Final                                               | Final                                               | Final                                               |
|  | 28 de abril y 1 de mayo   | 28 de abril y 1 de mayo | 28 de abril y 1 de mayo |                           |   | 12 y 19 de mayo  | 12 y 19 de mayo  | 12 y 19 de mayo  |  |  | 2 y 9 de junio | 2 y 9 de junio | 2 y 9 de junio |  |  | 16 de junio de 1957, Estado de Montjuich, Barcelona | 16 de junio de 1957, Estado de Montjuich, Barcelona | 16 de junio de 1957, Estado de Montjuich, Barcelona |
|  |                           |                         |                         |                           |   |                  |                  |                  |  |  |                |                |                |  |  |                                                     |                                                     |                                                     |
|  |                           |                         |                         |                           |   |                  |                  |                  |  |  |                |                |                |  |  |                                                     |                                                     |                                                     |
|  |                           |                         |                         |                           |   |                  |                  |                  |  |  |                |                |                |  |  |                                                     |                                                     |                                                     |
|  | Real Jaén                 | 0                       | 0                       |                           |   |                  |                  |                  |  |  |                |                |                |  |  |                                                     |                                                     |                                                     |
|  | Real Jaén                 | 0                       | 0                       |                           |   |                  |                  |                  |  |  |                |                |                |  |  |                                                     |                                                     |                                                     |
|  | RC Deportivo de La Coruña | 1                       | 1                       |                           |   |                  |                  |                  |  |  |                |                |                |  |  |                                                     |                                                     |                                                     |
|  | RC Deportivo de La Coruña | 1                       | 1                       | RC Deportivo de La Coruña | 0 | 1                |                  |                  |  |  |                |                |                |  |  |                                                     |                                                     |                                                     |
|  |                           |                         |                         |                           | 0 | 1                |                  |                  |  |  |                |                |                |  |  |                                                     |                                                     |                                                     |
|  |                           | Real Sociedad           | 0                       | 7                         |   |                  |                  |                  |  |  |                |                |                |  |  |                                                     |                                                     |                                                     |
|  | Real Zaragoza             | Real Sociedad           | 0                       | 7                         | 0 | 1                |                  |                  |  |  |                |                |                |  |  |                                                     |                                                     |                                                     |
|  | Real Zaragoza             |                         |                         |                           | 0 | 1                |                  |                  |  |  |                |                |                |  |  |                                                     |                                                     |                                                     |
|  | Real Sociedad             | 0                       | 1                       |                           |   |                  |                  |                  |  |  |                |                |                |  |  |                                                     |                                                     |                                                     |
|  | Real Sociedad             | 0                       | 1                       | Real Sociedad             | 1 | 1                |                  |                  |  |  |                |                |                |  |  |                                                     |                                                     |                                                     |
|  |                           |                         |                         |                           | 1 | 1                |                  |                  |  |  |                |                |                |  |  |                                                     |                                                     |                                                     |
|  |                           | CF Barcelona            | 5                       | 5                         |   |                  |                  |                  |  |  |                |                |                |  |  |                                                     |                                                     |                                                     |
|  | UD Las Palmas             | CF Barcelona            | 5                       | 5                         | 1 | 0                |                  |                  |  |  |                |                |                |  |  |                                                     |                                                     |                                                     |
|  | UD Las Palmas             |                         |                         |                           | 1 | 0                |                  |                  |  |  |                |                |                |  |  |                                                     |                                                     |                                                     |
|  | Real Madrid               | 4                       | 1                       |                           |   |                  |                  |                  |  |  |                |                |                |  |  |                                                     |                                                     |                                                     |
|  | Real Madrid               | 4                       | 1                       | Real Madrid               | 2 | 1                |                  |                  |  |  |                |                |                |  |  |                                                     |                                                     |                                                     |
|  |                           |                         |                         |                           | 2 | 1                |                  |                  |  |  |                |                |                |  |  |                                                     |                                                     |                                                     |
|  |                           | CF Barcelona            | 2                       | 6                         |   |                  |                  |                  |  |  |                |                |                |  |  |                                                     |                                                     |                                                     |
|  | Club Atlético de Madrid   | CF Barcelona            | 2                       | 6                         | 2 | 1                |                  |                  |  |  |                |                |                |  |  |                                                     |                                                     |                                                     |
|  | Club Atlético de Madrid   |                         |                         |                           | 2 | 1                |                  |                  |  |  |                |                |                |  |  |                                                     |                                                     |                                                     |
|  | CF Barcelona              | 5                       | 8                       |                           |   |                  |                  |                  |  |  |                |                |                |  |  |                                                     |                                                     |                                                     |
|  | CF Barcelona              | 5                       | 8                       | CF Barcelona              | 1 |                  |                  |                  |  |  |                |                |                |  |  |                                                     |                                                     |                                                     |
|  |                           |                         |                         |                           | 1 |                  |                  |                  |  |  |                |                |                |  |  |                                                     |                                                     |                                                     |
|  |                           | RCD Español             | 0                       |                           |   |                  |                  |                  |  |  |                |                |                |  |  |                                                     |                                                     |                                                     |
|  | RCD Español               | RCD Español             | 0                       | 3                         | 0 |                  |                  |                  |  |  |                |                |                |  |  |                                                     |                                                     |                                                     |
|  | RCD Español               |                         |                         |                           | 0 |                  |                  |                  |  |  |                |                |                |  |  |                                                     |                                                     |                                                     |
|  | Atlético de Bilbao        | 0                       | 0                       |                           |   |                  |                  |                  |  |  |                |                |                |  |  |                                                     |                                                     |                                                     |
|  | Atlético de Bilbao        | 0                       | 0                       | RCD Español               | 2 | 1                |                  |                  |  |  |                |                |                |  |  |                                                     |                                                     |                                                     |
|  |                           |                         |                         |                           | 2 | 1                |                  |                  |  |  |                |                |                |  |  |                                                     |                                                     |                                                     |
|  |                           | RC Celta de Vigo        | 1                       | 1                         |   |                  |                  |                  |  |  |                |                |                |  |  |                                                     |                                                     |                                                     |
|  | RC Celta de Vigo          | RC Celta de Vigo        | 1                       | 1                         | 1 | 0                |                  |                  |  |  |                |                |                |  |  |                                                     |                                                     |                                                     |
|  | RC Celta de Vigo          |                         |                         |                           | 1 | 0                |                  |                  |  |  |                |                |                |  |  |                                                     |                                                     |                                                     |
|  | CD Condal                 | 0                       | 0                       |                           |   |                  |                  |                  |  |  |                |                |                |  |  |                                                     |                                                     |                                                     |
|  | CD Condal                 | 0                       | 0                       | RCD Español               | 1 | 1                |                  |                  |  |  |                |                |                |  |  |                                                     |                                                     |                                                     |
|  |                           |                         |                         |                           | 1 | 1                |                  |                  |  |  |                |                |                |  |  |                                                     |                                                     |                                                     |
|  |                           | Valencia CF             | 0                       | 1                         |   |                  |                  |                  |  |  |                |                |                |  |  |                                                     |                                                     |                                                     |
|  | CA Osasuna                | Valencia CF             | 0                       | 1                         | 1 | 3                |                  |                  |  |  |                |                |                |  |  |                                                     |                                                     |                                                     |
|  | CA Osasuna                |                         |                         |                           | 1 | 3                |                  |                  |  |  |                |                |                |  |  |                                                     |                                                     |                                                     |
|  | Real Valladolid           | 1                       | 6                       |                           |   |                  |                  |                  |  |  |                |                |                |  |  |                                                     |                                                     |                                                     |
|  | Real Valladolid           | 1                       | 6                       | Real Valladolid           | 1 | 0                |                  |                  |  |  |                |                |                |  |  |                                                     |                                                     |                                                     |
|  |                           |                         |                         |                           | 1 | 0                |                  |                  |  |  |                |                |                |  |  |                                                     |                                                     |                                                     |
|  |                           | Valencia CF             | 1                       | 3                         |   |                  |                  |                  |  |  |                |                |                |  |  |                                                     |                                                     |                                                     |
|  | Valencia CF               | Valencia CF             | 1                       | 3                         | 2 | 0                |                  |                  |  |  |                |                |                |  |  |                                                     |                                                     |                                                     |
|  | Valencia CF               |                         |                         |                           | 2 | 0                |                  |                  |  |  |                |                |                |  |  |                                                     |                                                     |                                                     |
|  | Sevilla CF                | 0                       | 1                       |                           |   |                  |                  |                  |  |  |                |                |                |  |  |                                                     |                                                     |                                                     |

## Final
| 1  | PO | Antonio Ramallets        |  |
| 2  | DF | Fernando Olivella        |  |
| 3  | DF | Joaquín Brugué           |  |
| 4  | DF | Juan Segarra             |  |
| 5  | MC | Martí Vergés             |  |
| 6  | MC | Enrique Gensana          |  |
| 7  | DE | Estanislao Basora        |  |
| 8  | DE | Ramón Alberto Villaverde |  |
| 9  | DE | Eulogio Martínez         |  |
| 10 | DE | Laszlo Kubala            |  |
| 11 | DE | Francisco Sampedro       |  |
| DT | DT | Domingo Balmanya         |  |

| 1  | PO | José Vicente Train     |  |  |
| 2  | DF | Antonio Argilés        |  |  |
| 3  | DF | Vicente Balaguer, Cata |  |  |
| 4  | DF | Agustín Faura          |  |  |
| 5  | MC | Emilio Gámiz           |  |  |
| 6  | MC | David Casamitjana      |  |  |
| 7  | DE | José María Ruiz        |  |  |
| 8  | DE | José Sastre            |  |  |
| 9  | DE | Antonio Cruellas       |  |  |
| 10 | DE | Oswaldo García         |  |  |
| 11 | DE | Dagoberto Moll         |  |  |
| DT | DT | Ricardo Zamora         |  |  |

|  | 79' | Francisco Sampedro | 1-0 |

| Árbitro: | Daniel Zariquiegui Izco |

| 1  | PO | Antonio Ramallets        |  |
| 2  | DF | Fernando Olivella        |  |
| 3  | DF | Joaquín Brugué           |  |
| 4  | DF | Juan Segarra             |  |
| 5  | MC | Martí Vergés             |  |
| 6  | MC | Enrique Gensana          |  |
| 7  | DE | Estanislao Basora        |  |
| 8  | DE | Ramón Alberto Villaverde |  |
| 9  | DE | Eulogio Martínez         |  |
| 10 | DE | Laszlo Kubala            |  |
| 11 | DE | Francisco Sampedro       |  |
| DT | DT | Domingo Balmanya         |  |

| 1  | PO | José Vicente Train     |  |  |
| 2  | DF | Antonio Argilés        |  |  |
| 3  | DF | Vicente Balaguer, Cata |  |  |
| 4  | DF | Agustín Faura          |  |  |
| 5  | MC | Emilio Gámiz           |  |  |
| 6  | MC | David Casamitjana      |  |  |
| 7  | DE | José María Ruiz        |  |  |
| 8  | DE | José Sastre            |  |  |
| 9  | DE | Antonio Cruellas       |  |  |
| 10 | DE | Oswaldo García         |  |  |
| 11 | DE | Dagoberto Moll         |  |  |
| DT | DT | Ricardo Zamora         |  |  |

|  | 79' | Francisco Sampedro | 1-0 |

| Árbitro: | Daniel Zariquiegui Izco |

Por primera vez en más de diez años la Federación eligió Barcelona como sede de la final y más concretamente el Estadio de Montjuïc, decisión lógica si se tiene en cuenta que habían llegado a la final los dos principales equipos de la ciudad de Barcelona. Por primera vez en la historia de las finales de Copa se enfrentaban los dos protagonistas del clásico derbi catalán; Español y Barcelona. 
El F. C. Barcelona partía como claro favorito para alzarse con el título después de las eliminatorias previas en las que había goleado con gran brillantez a Atlético Madrid, Real Madrid y Real Sociedad. Sin embargo llegó a la final sin su delantera titular al completo, ya que Villaverde y Sampedro tuvieron que suplir a Suárez y Tejada en el encuentro definitivo.
El Español planteó por tanto un partido defensivo para tratar de frenar a un Barcelona que parecía imparable. El encuentro fue parco en oportunidades aunque el dominio del mismo y las escasas jugadas de peligro correspondieron a los barcelonistas. Cuando parecía que el Español había logrado imponer su juego e iba a lograr forzar la prórroga llegó un inesperado gol del F. C. Barcelona a 11 minutos del final del partido. El autor del gol fue además uno de los outsiders de la delantera del Barça; Francisco Sampedro, habitual suplente que había sustituido en aquella final al titular Justo Tejada. Lo cierto es que Martí Vergés envió un centro al borde del área, y ante la indecisión del guardameta españolista Vicente Train y de su defensa, Sampedro se adelantó a estos y logró conectar un cabezazo que abrió la lata españolista.